# Nitjananda

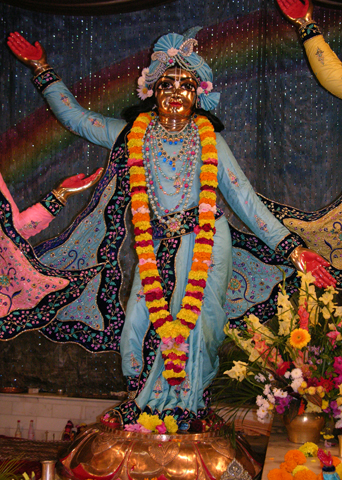
Nitjanada

Nitjananda (z beng.: শ্রী নিত্যানন্দ, „uosobienie wiecznego błogosławieństwa”; ur. ok. 1474 n.e. w Ekaćakra (Indie) – jeden z najważniejszych świętych w gaudija wisznuizmie tradycji bengalskiej. Uznawany za inkarnację Balaramy i jednocześnie uważany za najbardziej miłosierną inkarnację Boga. Jest jednym z Pięciu Aspektów Boga (Panća Tattwa).
Wyznawcy tego kierunku nazywają Nitjanandę także: Śri Nitjananda (Święty N.), Prabhu Nitjananda (Ojciec N.), Nitjanada Rama.
Nitajananda był przyjacielem i uczniem Ćajtanii Mahaprabhu (uznanego za jedną z inkarnacji Kryszny). Są oni często wymieniani razem jako Gaura-Nitai (Gaura, czyli złoty to imię Ćajtanii, a Nitai to skrócone imię Nitjanandy) i często razem czczeni w świątyniach Hare Kryszna w postaci dwóch posągów. Inne imię tej pary to Nimai-Nitai. Ćajtanja i Nitjananda są uznawani za inkarnacje dwóch braci: Kryszny i Balaramy, będących razem Najwyższą Osobą Boga (Bhagawan), i dlatego są wspólnie otaczani kultem.

## Życiorys
Nitjananda urodził się w małej wiosce Ekaćakra (obecny Bengal Zachodni) w rodzinie bramińskiej. Od dzieciństwa wyróżniał się głęboką religijnością bhakti i talentem do śpiewu bhadźan. Lubił odgrywać rolę Lakszmana – brata Ramy wraz z innymi chłopcami z wioski.
Kiedy Nitjananda miał 13 lat do jego domu przybył wędrowny asceta (sannjasin)- Lakszmipati Tirtha i ojciec Nitjanandy- Hadai Pandit zaoferował mu w podarunku wszystko, o co poprosi. Asceta poprosił o Nitjanandę, który miał mu pomagać podczas pielgrzymki do świętych miejsc. Podczas podróży z Tirthą Nitjananda uczył się od różnych guru wisznuizmu: Madhawendra Puri, Adwajta Aćarja, i Iśwara Puri – duchowego mistrza Ćajtanii Mahaprabhu. Otrzymał inicjację od Tirthy.

### Epizod Dżagai-Madhai
Najbardziej znanym epizodem w życiu Nitjanandy jest ten, dotyczący jego spotkania z Ćajtanją:
Nitjanada śpiewał święte imiona Kryszny, kiedy na ulicy napadło na niego dwóch pijanych braci: Dżagai i Madhai i zranili go w czoło odłamkiem glinianego garnka. Wówczas Nitjananda wypowiedział słynne słowa: Mereczhisz kolszir kana, tai bole ki prem debona (Czy mam przestać darzyć cię miłością dlatego, że uderzyłeś mnie glinianym garnkiem?).
Kiedy Ćajtanja usłyszał o tym, rozgniewał się i chciał zabić pijanych braci swoim boską ćakrą. Nitjananda wybłagał jego litość i dwaj bracia zostali uczniami Nitjanandy, wzruszeni jego miłosierdziem.

## Dziedzictwo
Trwałym dziedzictwem działalności Nitjanandy jest wywołanie ruchu odrodzeniowego w hinduizmie, osłabionym przez rygory systemu kastowego, który Nitjananda odrzucał. Wiele wybitnych dzieł literatury wisznuickiej jest dziełem Nitjanandy lub jego uczniów. Motyw braterskiej miłości Ćajtanii i Nitjanandy był częsty w średniowiecznej literaturze bengalskiej i pozostaje częstym motywem do dzisiaj w literaturze religijnej wisznuizmu.

## Imiona Nitjanandy
- Awadhutendu – Księżyc boskich szaleńców
- Wasudha-prana-wallabha – Umiłowany Oddech Życia Wasudhy
- Krsna-prema-prada – Obdarzający ekstatyczną miłością dla Kryszny
- Prabhu – Pan i Mistrz bhaktów
- Padmawati-suta – Ukochany Syn Padmavati
- Śriman – Obdarzony transcendentalnym majestatem
- Saci-nandana-purwaja – Starszy brat syna Saci
- Bhawonmatta – Owładnięty ekstatycznym uczuciem
- Dźagat-trata – Zbawiciel wszechświata
- Rakta-gaura-kalewara – O skórze złocisto-czerwonej